# Wulffia
Wulffia é um género botânico pertencente à família Asteraceae.